# Repentance de l'Église catholique
La repentance de l'Église catholique est la manifestation de repentance des autorités ecclésiales par rapport aux fautes commises par des membres de son Église au cours de son histoire. Elle s'accompagne d'une demande de pardon.
Elle a eu lieu dans les années 1990 et fait suite à un renouvellement de la théologie catholique intervenu lors du concile Vatican II, notamment sur les questions d'œcuménisme et de dialogue interreligieux.
Le dialogue inter-religieux a notamment fait l'objet d'une déclaration de Paul VI lors du concile en 1965, Nostra Ætate, qui fixe les principes en matière de relations entre le christianisme et les autres religions.

Lors de la préparation du Jubilé de l'an 2000, Jean-Paul II a écrit en 1994 dans Tertio millennio adveniente :

« Il est donc juste que, le deuxième millénaire du christianisme arrivant à son terme, l'Église prenne en charge, avec une conscience plus vive, le péché de ses enfants, dans le souvenir de toutes les circonstances dans lesquelles, au cours de son histoire, ils se sont éloignés de l'esprit du Christ et de son Évangile, présentant au monde, non point le témoignage d'une vie inspirée par les valeurs de la foi, mais le spectacle de façons de penser et d'agir qui étaient de véritables formes de contre-témoignage et de scandale. »

## Affaire Galilée

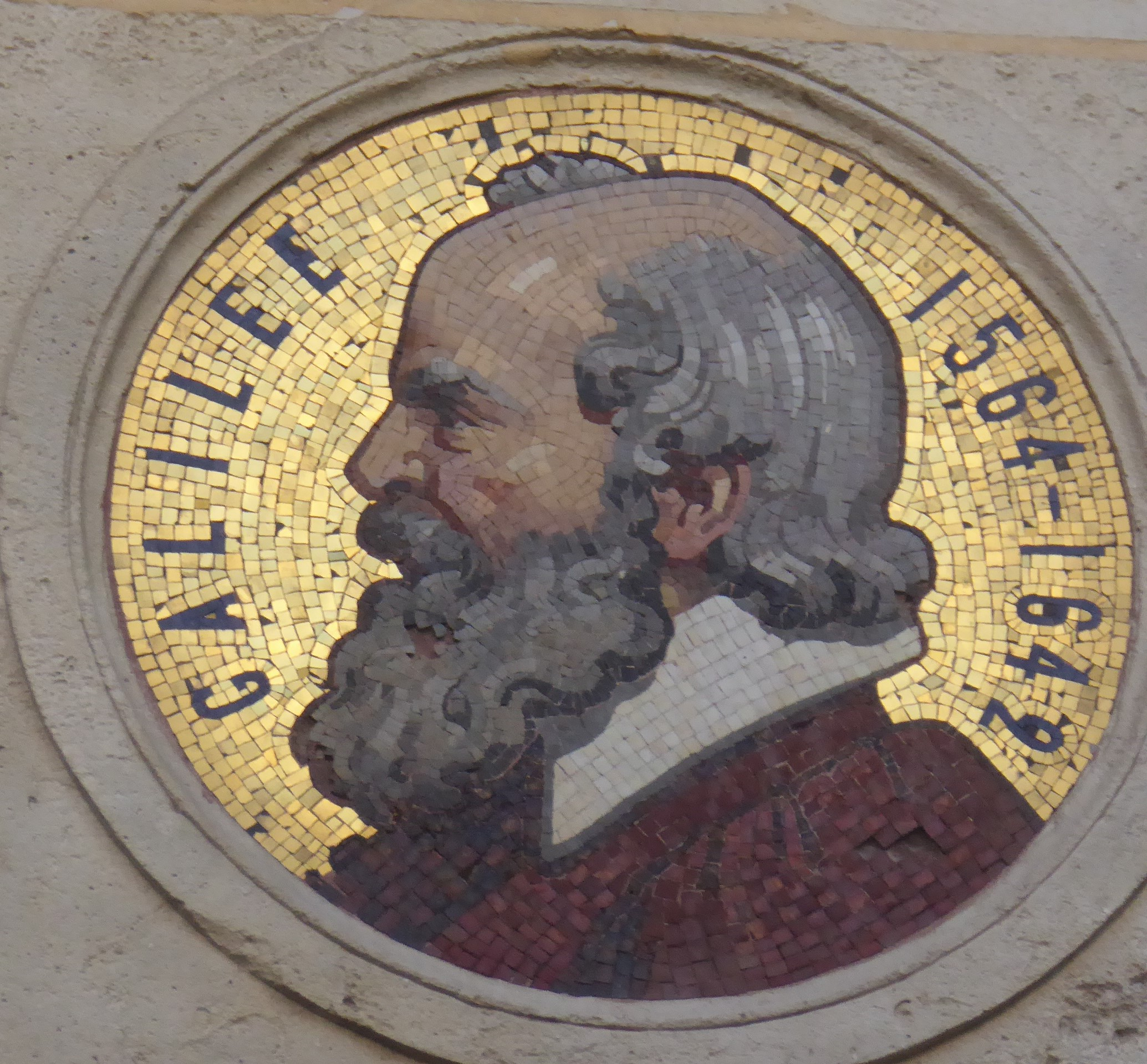
Galilée.

Galilée a soutenu l'héliocentrisme, promu auparavant par Nicolas Copernic. L'héliocentrisme impliquait le mouvement de la Terre, jugé impossible par la physique d'Aristote. En 1616, les savants firent condamner le système de Copernic par l'Église. Ayant refusé de revenir sur les avis scientifiques qu'il formulait, Galilée a été condamné par le tribunal de l'Inquisition à une peine de prison qui a été aussitôt commuée en assignation à résidence avec isolement et interdiction de visite et de courrier ; ce qui, à l'époque, équivalait à une mort scientifique.
Jean-Paul II fit état du souhait d'étudier cette question dès le début de son pontificat en 1979. Il nomma une commission d'étude de la controverse ptoléméo-copernicienne en 1981, composée d'historiens, de savants et de théologiens. La commission remit ses conclusions lors d'une séance de l'Académie pontificale des sciences le 31 octobre 1992.
L'Église a reconnu pour la première fois des erreurs dans l'affaire. La réhabilitation de Galilée ne fut toutefois pas officiellement prononcée, le tribunal qui l'avait condamné (l'Inquisition) ayant disparu depuis.
Dans son discours aux participants à la session plénière de l'Académie pontificale des sciences le 31 octobre 1992, Jean-Paul II a reconnu les erreurs de « la plupart » des théologiens de l'époque dans l'affaire, en déclarant : 

« D'abord, comme pour la plupart de ses adversaires, Galilée ne fait pas de distinction entre ce qu'est l'approche scientifique des phénomènes naturels et la réflexion sur la nature, d'ordre philosophique, qu'elle appelle généralement. C'est pourquoi il a refusé la suggestion qui lui était faite de présenter comme une hypothèse le système de Copernic, tant qu'il n'était pas confirmé par des preuves irréfutables. C'était pourtant là une exigence de la méthode expérimentale dont il fut le génial initiateur.

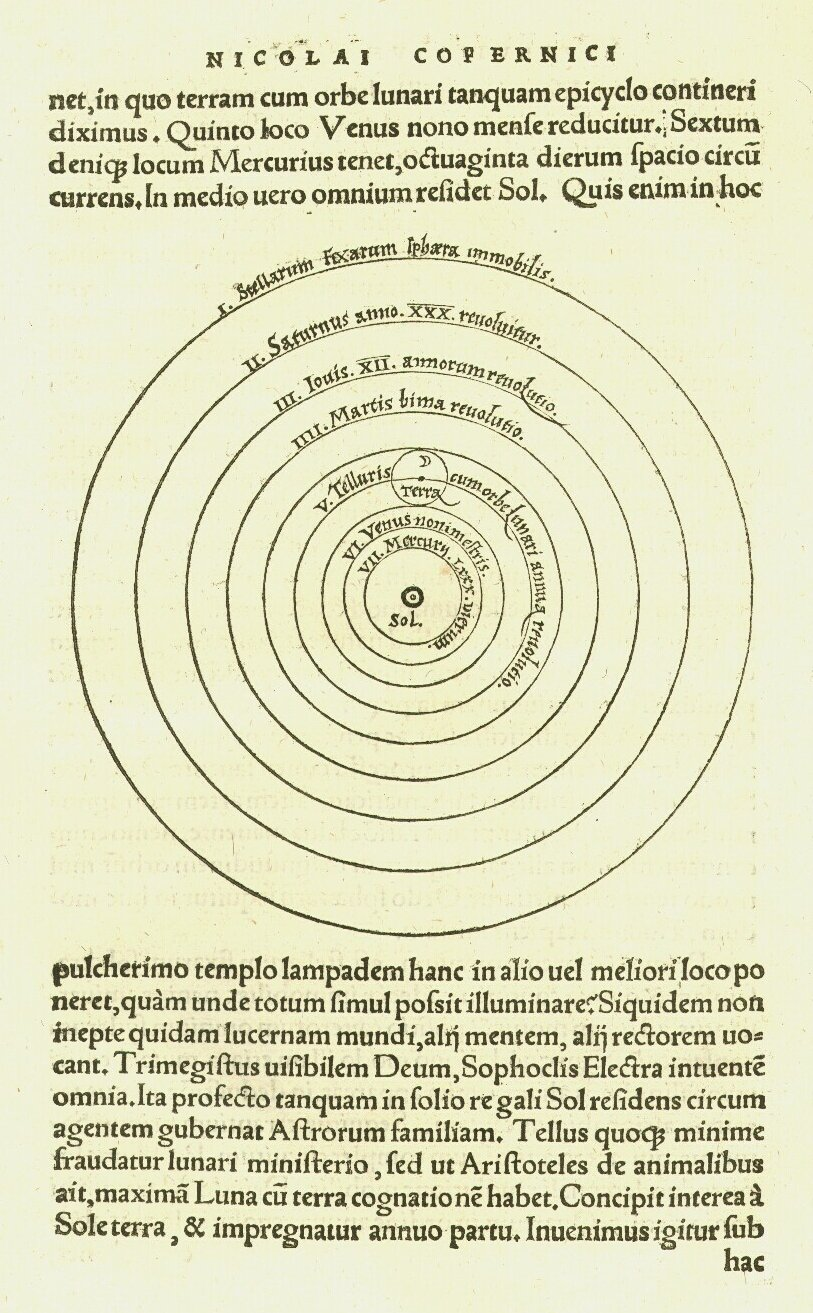
Héliocentrique copernicien.

Ensuite, la représentation géocentrique du monde était communément admise dans la culture du temps comme pleinement concordante avec l'ensemble de la Bible dont certaines expressions, prises à la lettre, semblaient constituer des affirmations de géocentrisme. Le problème que se posèrent donc les théologiens de l'époque est celui de la compatibilité de l'héliocentrisme et de l'Écriture.
Ainsi la science nouvelle, avec ses méthodes et la liberté de recherche qu'elles supposent, obligeait les théologiens à s'interroger sur leurs propres critères d'interprétation de l'Écriture. La plupart n'ont pas su le faire.
Paradoxalement, Galilée, croyant sincère, s'est montré plus perspicace sur ce point que ses adversaires théologiens : « Si l'Écriture ne peut errer, écrit-il à Benedetto Castelli, certains de ses interprètes et commentateurs le peuvent, et de plusieurs façons ».
[...]
La majorité des théologiens ne percevaient pas la distinction formelle entre l'Écriture sainte et son interprétation, ce qui les conduisit à transposer indûment dans le domaine de la doctrine de la foi une question de fait relevant de l'investigation scientifique. »

### Polémique
Certains spécialistes de « l'affaire Galilée » considèrent que ces déclarations ont tendance à minimiser les erreurs de l'Église. Ils estiment en effet que ne sont pas mentionnées les responsabilités d'Urbain VIII et de l'Inquisition, que l'on ne fait pas référence à l'interdiction de 1616, et que l'on rend Galilée coresponsable de sa condamnation par le fait qu'il n'a pas respecté la méthode expérimentale pour apporter les preuves de l'héliocentrisme.
Par ailleurs, Luca Bianchi estime que les experts de la commission ont omis d'évoquer l'argument de la toute-puissance divine, qu'Urbain VIII, croyant la thèse de l'héliocentrisme indémontrable, avait demandé à Galilée d'insérer en conclusion du Dialogue sur les deux grands systèmes du monde, et que Galilée a retourné en faveur de la thèse de l'héliocentrisme.

## Relations avec le judaïsme

### La persécution des Juifs

#### Premiers siècles
Dès le IIe siècle, l'antijudaïsme commence à apparaître avec la mention du prétendu « peuple déicide » dans certains passages du corpus patristique. Ce mensonge historique, qui est aussi une erreur de doctrine rejetée par le concile de Trente, a perduré jusqu'au XXe siècle dans l'enseignement catholique.
Au VIIe siècle, une mention offensante est introduite dans les oraisons du Vendredi saint (Oremus et pro perfidis Judaeis).
Le premier millénaire ne voit cependant pas de persécutions physiques à l'encontre des Juifs et l'hostilité des chrétiens à leur égard demeure alors limitée.

#### Second millénaire

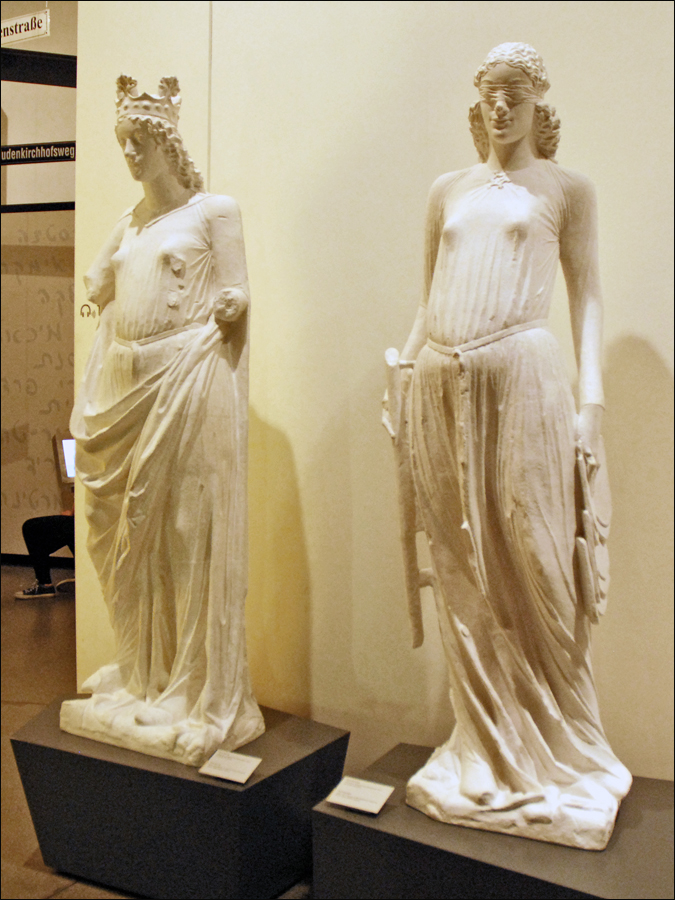
Ecclesia et Synagoga, représentation traditionnelle de l'antijudaïsme médiéval : à gauche, l'Église porte la couronne de la victoire ; à droite, la Synagogue, les yeux bandés, la lance brisée, laisse la Bible s'échapper de sa main. Copies de la cathédrale de Bamberg, v. 1230.

C'est au XIe siècle que commencent les véritables massacres, liés aux accusations fallacieuses envers les Juifs, répétées à l'identique pendant des siècles : profanations d'hosties, meurtres d'enfants, cannibalisme... Les persécutions prennent diverses formes : expulsions, spoliations, procès du Talmud, ghettos, autodafés, conversions forcées, pogroms, massacres du Vendredi saint...

#### L’Église catholique et la Shoah
L'attitude de l'Église catholique face à la persécution des Juifs par les nazis dans les années 1930, et l'attitude du Vatican à l'égard des Juifs pendant la Seconde Guerre mondiale, posent de nouvelles questions sur l'histoire des relations entre le christianisme en général et le judaïsme.

### Une nécessaire repentance face à trop d'indifférence vis-à-vis des persécutions
Selon Menahem Macina, les apologètes inconditionnels de l'Église cherchent à prouver que le Saint-Siège n'a jamais eu de propos préjudiciables pour les juifs, en adoptant comme stratégie d'insister sur les actes d'aide, voire de sauvetage, accomplis par des prélats, clercs et fidèles catholiques, en les attribuant, par délégation, à Pie XII lui-même, censé les avoir encouragés. Selon le même auteur, en quelques décennies, cette apologie est passée de la défensive à l’offensive, engendrant une littérature « hagiographique », qui s’apparente parfois à de la propagande religieuse.
Les actions de protection citées ci-dessus, pour réelles qu'elles soient, n'expliquent pas l'indifférence ou, au mieux la gêne et l'absence de réaction de tant de chrétiens face à la déréliction des Juifs atteints par les cruelles mesures de l'antisémitisme d'État dans les pays contrôlés par le Reich allemand.
Il est reconnu depuis les années 1950-1960 que l'antisémitisme a l'essentiel de ses racines dans l'antijudaïsme chrétien. L'historien juif Jules Isaac a montré dans plusieurs de ses ouvrages (Jésus et Israël, l'Enseignement du mépris, Genèse de l'antisémitisme), que l'antisémitisme trouvait une grande partie ses origines dans l'enseignement chrétien.

### Les déclarations de repentance
Les Églises chrétiennes ont exprimé des repentances :
- Les principales prises de position du protestantisme se trouvent dans Spiritualité théologie et résistance[10].

- L'épiscopat allemand et l'épiscopat polonais ont fait une déclaration sur l'attitude de leur Église pendant la guerre à l'occasion du 50e anniversaire de la libération d'Auschwitz en 1995[11].

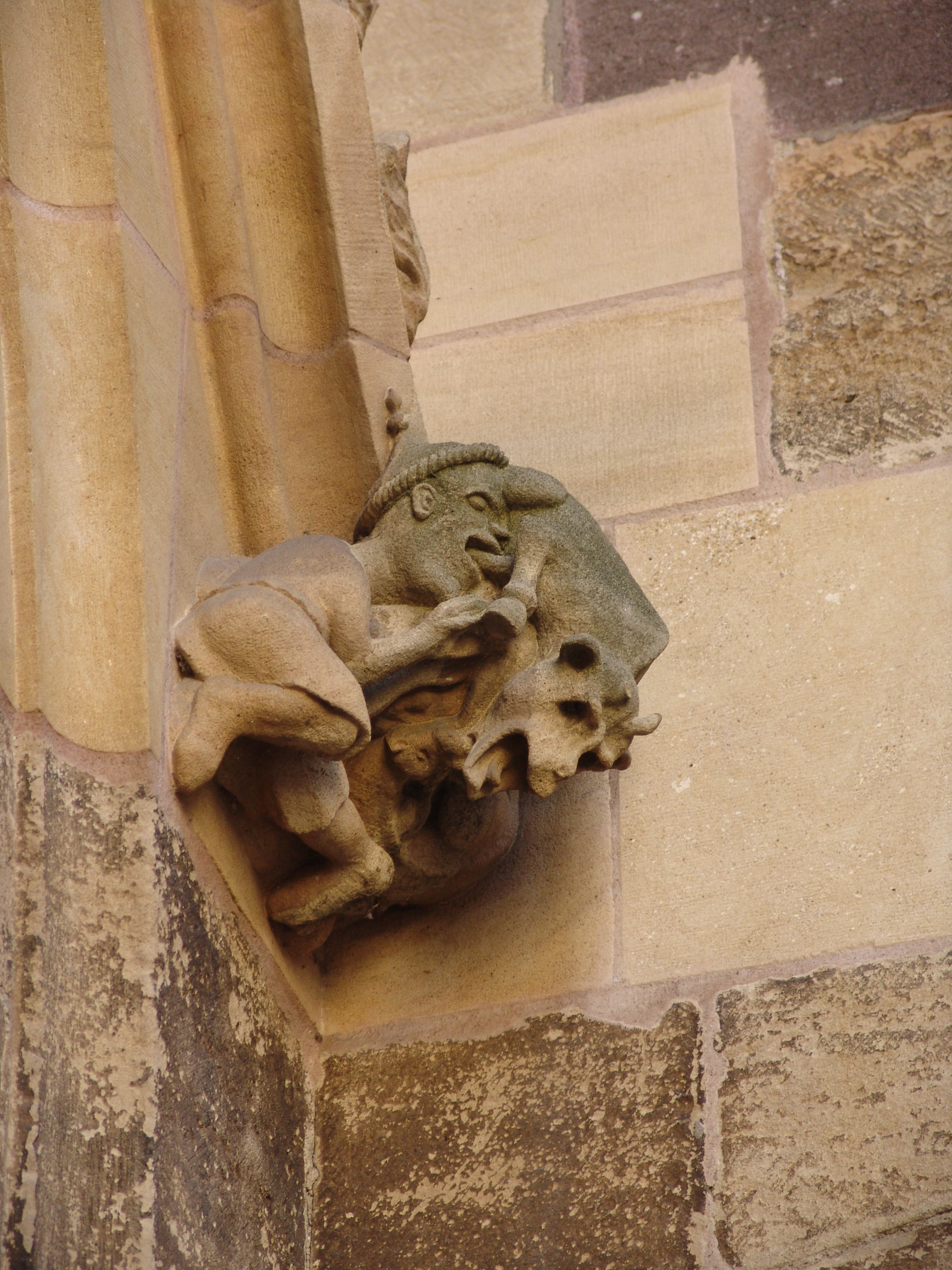
« Judensau » (Juif mangeant les excréments d'une truie et ici, d'un démon), collégiale St-Martin, Colmar, XIIIe siècle-XVs).

- En 1997, les évêques de France ont fait une déclaration de repentance[12]. Cette déclaration est lue par Mgr Olivier de Berranger, évêque de Saint-Denis devant le Mémorial de Drancy[13]. Il n'oubliait pas les actes courageux des chrétiens qui au péril de leur vie sauvèrent des Juifs. Mais il reconnaissait le silence des évêques lors de la promulgation du statut des Juifs en octobre 1940 et en juin 1941. Pour lui, ce silence était une faute des hommes qui se disaient d’Église. L'archevêque de Paris, le cardinal Lustiger, a été à l’origine de la déclaration de repentance. Le texte a été rédigé à l'aide d'une équipe d'historiens et n'a pas obtenu tout de suite l'assentiment des évêques mais avec l'aide de trois évêques, le cardinal Lustiger décida de passer outre. Les 16 évêques dont les diocèses avaient compté des camps d'internement pendant l'Occupation ont été conviés à participer à cette journée de repentance. Cette journée n'est cependant pas une émanation de l'Assemblée des évêques[14].

- Particulièrement impressionnants, de par leur tonalité prononcée de repentance, voire de reconnaissance de culpabilité, sont les 16 textes, qui s'échelonnent de 1945 à 1998, recensés par Menahem Macina[15].

- En mars 1998, une déclaration émanant de la Commission vaticane pour les relations avec le judaïsme, comportant une introduction de la main du pape lui-même, appelait les chrétiens à une prise de conscience et à la reconnaissance de la spécificité de la Shoah. Elle admettait l'existence d'une culture antijudaïque diffusée par l'Église dans le passé. L'accueil fait à cette déclaration fut mitigé, certains considérant qu'elle se positionnait trop en retrait de la déclaration faite par l'épiscopat français l'année précédente[16].

Citation de Jean-Paul II : « Vous êtes nos frères bien-aimés, et en un certain sens nos frères aînés. (Jean-Paul II à la grande synagogue de Rome le 13 avril 1986.)

### Réactions aux déclarations de repentance

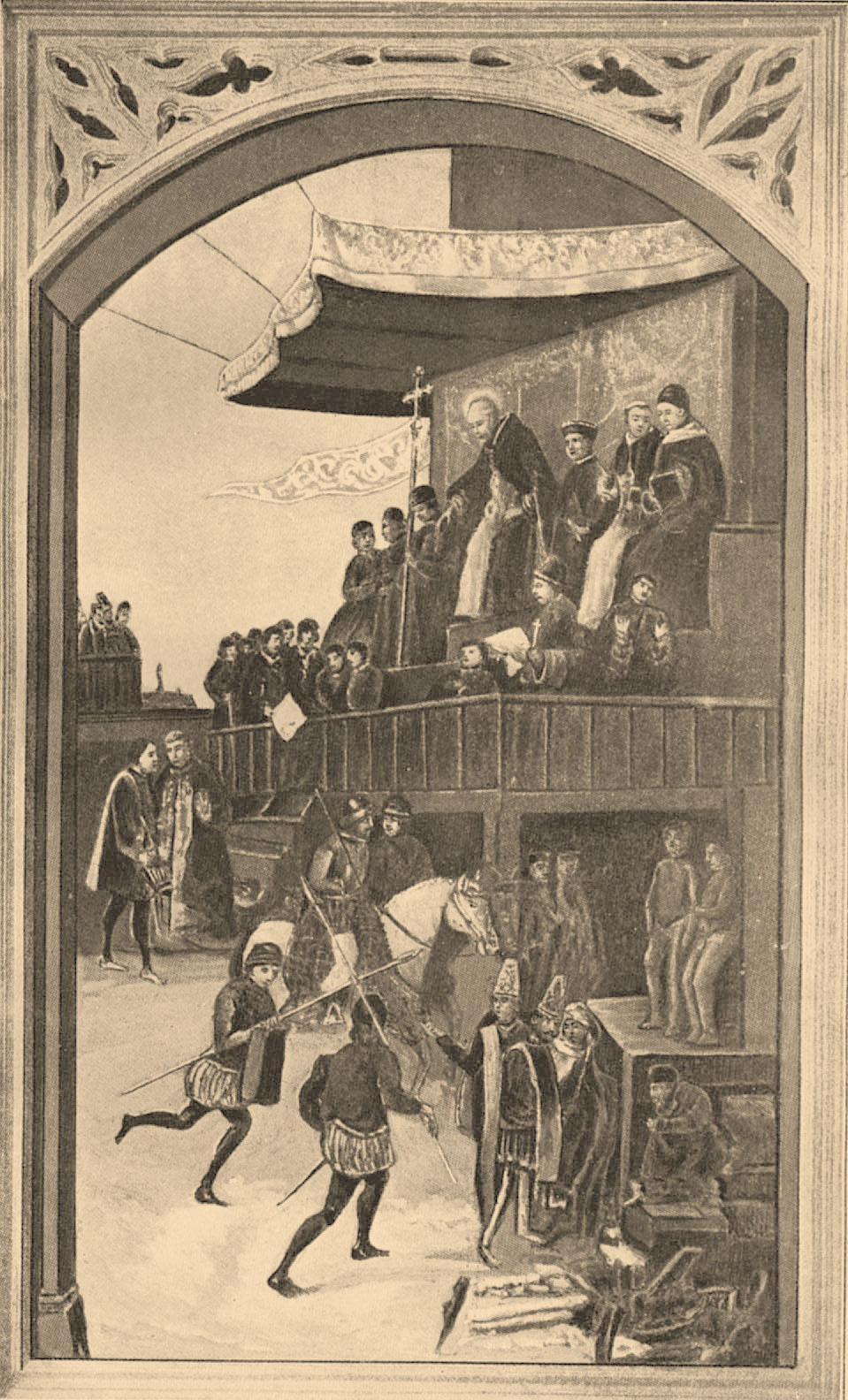
Auto da fe de Juifs dénudés sous l'égide des Dominicains, 1475.

On sait, par des propos tenus par Mgr Louis-Marie Billé, à l'ouverture en 1997 de l'assemblée plénière de la Conférence des évêques de France, dont il était le président, que la déclaration de repentance de l'Église suscita des « incompréhensions » parmi les fidèles :

« Je ne peux pas faire comme si le courrier reçu ensuite était majoritairement positif [...]. Parmi les sources d'incompréhension, je relève le trouble de certains chrétiens quant à l'image qu'ils ont de la sainteté de l'Église ; je relève la difficulté qu'ont un certain nombre de gens à saisir ce que peut avoir d'unique la relation de l'Église au judaïsme ; je relève surtout, hélas, que l'antisémitisme n'est pas mort, et que ses arguments les plus classiques, si j'ose employer ce mot, ont toujours cours »

.
Invité à préciser sa pensée, Mgr Billé confiait alors :

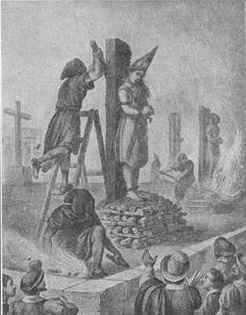
La Juive Mariana de Carabajal livrée au bûcher avec sambenito et coroza par l'Inquisition, Mexique, 1601.

« Certaines réflexions émanent visiblement de personnes qui n'ont pas encore pris acte des déclarations du concile Vatican II et de ce que les papes ou d'autres évêques ont pu dire par la suite. Dans ce cas, leurs questions [celles des signataires des lettres adressées aux évêques par des catholiques déstabilisés par la Déclaration de repentance] tournent autour du rapport au Christ, de sa mort, et de la responsabilité du peuple juif ; autrement dit, de la question du déicide. Notre travail d'éducation n'est pas terminé. Mais il y a malheureusement le registre plus « classique » si je puis dire, de l'antisémitisme qui reprend, en plus atténué toutefois, les griefs issus de Drumont et de ses acolytes : la notion de pouvoir occulte des Juifs, leur puissance, et autres stéréotypes bien connus [...]. J'ai aussi relevé des questions qui tournent autour de ce qui se passe aujourd'hui en Israël, des rapports entre les Juifs et les Palestiniens ; des critiques à l'égard de la politique du gouvernement de l'État hébreu »

## Repentance de l'an 2000
Du 29 au 31 octobre 1998, la commission théologique et historique du Comité Central du Grand Jubilé de l’an 2000 a organisé un Symposium International sur l'Inquisition.
Le 12 mars 2000, une repentance générale relative aux erreurs des membres de l'Église catholique a été faite solennellement dans la basilique Saint-Pierre de Rome.
En juin 2004, le cardinal Georges Cottier, théologien de la Maison Pontificale, a présenté le volume qui recueille les Actes du Symposium International sur l’Inquisition de 1998. L'Église ne souhaitait pas demander pardon de manière désordonnée. Le cardinal a ainsi déclaré :

« Le but du symposium qui s’est tenu du 29 au 31 octobre 1998 a été de caractère scientifique. Parce qu'une demande de pardon que l’Église doit faire à propos de ses propres erreurs du passé, ne peut concerner que des faits authentiques et reconnus objectivement. On ne demande donc pas pardon pour des images répandues dans l’opinion publique, qui tiennent plus du mythe que de la réalité. Ce n’est pas pour rien que la Commission a été appelée historico-théologique. La contribution des historiens était de fait indispensable. »

## Relations avec leprotestantisme
Le 22 juin 2015, le pape François a demandé pardon aux protestants italiens lors de sa visite du temple vaudois de Turin. Dans une lettre publiée le 25 août de la même année, le synode de l’Église vaudoise a fait une réponse circonstanciée dans une lettre ouverte adressée au pape, accueillant sa démarche avec « respect » et « émotion », saluant sa « volonté claire d’initier avec notre Église une histoire nouvelle », mais sans accepter formellement la demande de pardon car « cette nouvelle situation ne nous autorise pas à nous substituer à ceux qui ont payé de leur sang et avec d’autres souffrances leur témoignage à la foi évangélique, et à pardonner à leur place ». La presse italienne a interprété cette réponse comme un rejet, ce qui ne semble pas avoir été l'intention du synode vaudois.
Le 25 janvier 2016, le pape François a demandé pardon à l'ensemble des protestants pour les longues années de persécution infligées par l’Église catholique, invitant en même temps les catholiques à pardonner quand, aujourd'hui ou dans le passé, ils ont subi des offenses d'autres chrétiens, déclarant « On ne peut annuler ce qui a existé, mais nous ne voulons pas permettre que le poids des fautes passées continue à empoisonner nos rapports ».
En mars 2017, lors d'un colloque historique organisé par le Comité pontifical des sciences historiques à l'occasion du cinquième centenaire de la Réforme luthérienne, le pape François a estimé que le temps était venu d’une « purification de la mémoire » en rappelant qu’en tant que chrétiens, luthériens et catholiques sont « tous appelés à se libérer des préjugés contre la foi que d'autres professent avec un accent et un langage différents, à échanger mutuellement le pardon pour les péchés commis par nos pères, et à invoquer ensemble Dieu pour le don de la réconciliation et de l’unité ».
Toujours à l'occasion du cinquième centenaire de la Réforme, la Commission luthéro-catholique romaine sur l'unité a émis un rapport contenant une esquisse historique de la Réforme luthérienne (chapitre III) et de la réaction catholique, et insistant sur cinq impératifs œcuméniques (chapitre VI).

## Notes

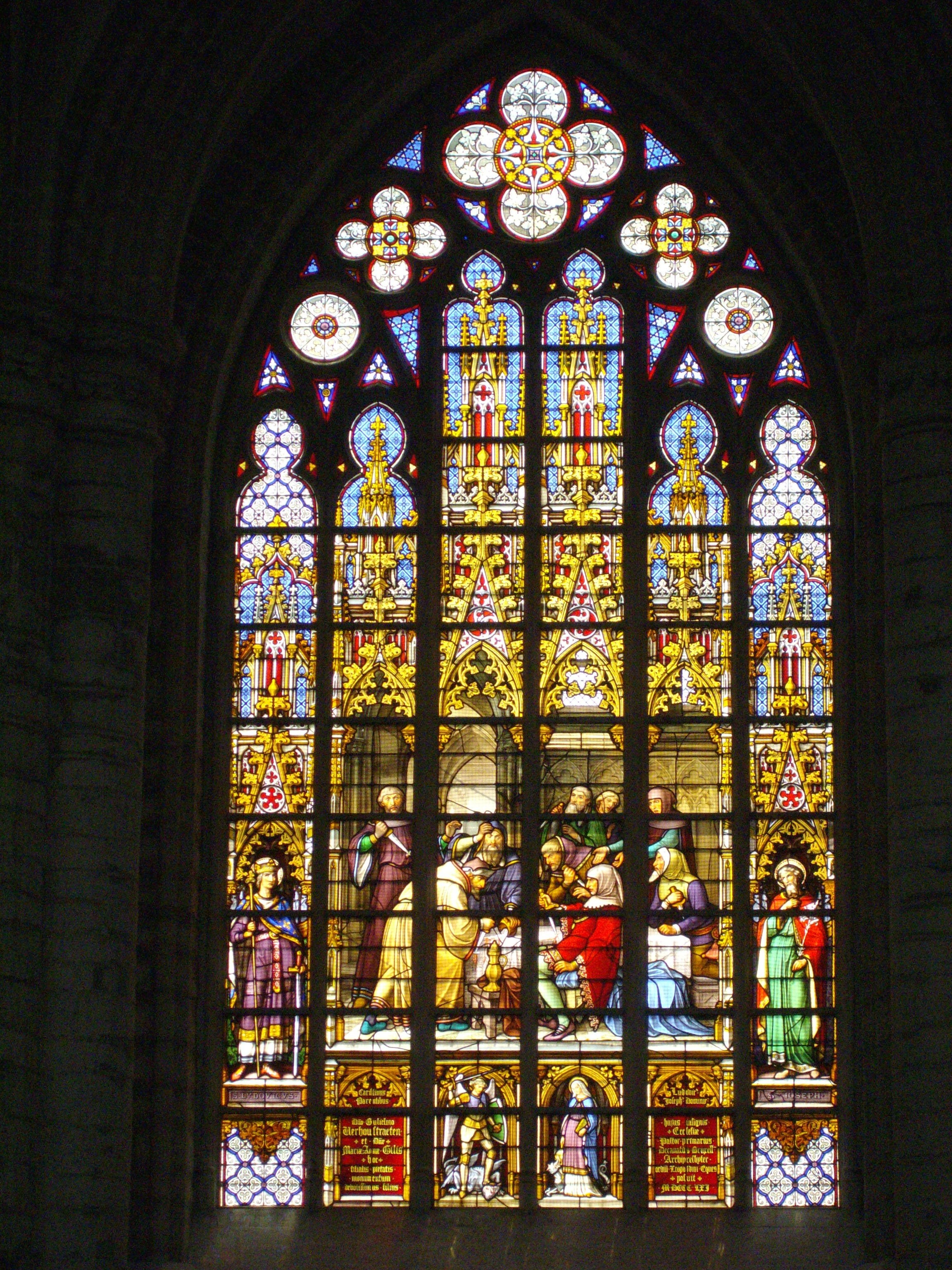
Vitrail de la Profanation des hosties par les Juifs en 1370, cathédrale Saints-Michel-et-Gudule de Bruxelles, XIX.